# Atheta cinnamoptera
Atheta cinnamoptera är en skalbaggsart som först beskrevs av Thomson 1856.  Atheta cinnamoptera ingår i släktet Atheta, och familjen kortvingar. Arten är reproducerande i Sverige.